# Slavomil Hubálek
Slavomil Hubálek (13. června 1947 Česká Lípa – 12. března 2013 Praha) byl český psycholog a soudní znalec v oboru klinické psychologie a sexuologie.

## Životopis
Narodil se a vyrostl v České Lípě, kde absolvoval základní školu. Protože měl jako věřící problém dostat se na jedenáctiletku v České Lípě, začal studovat v Novém Boru.
Vystudoval Střední průmyslovou školu sklářskou v Novém Boru (obor „Chemická technologie výroby skla“) a poté psychologii na Filozofické fakultě UK. Atestaci z klinické psychologie získal v roce 1986. Působil v psychiatrické léčebně v Horních Beřkovicích a v pražské poradně pro vysokoškoláky. Později začal působit v Sexuologickém ústavu UK, také externě přednášel na Fakultě sociálních věd UK. Založil vlastní poradenskou společnost ALEA – PSYCHOLOGIE, spol. s r. o. (původně jako Alea – psychologie, a. s.). Ve své praxi se zaměřoval především na sexuální devianty a vrahy.
V roce 2002 neúspěšně kandidoval v obvodu Praha 1 do Senátu.
V seriálu Případy 1. oddělení měl ztvárnit roli MUDr. Boháčka, avšak náhle zemřel před začátkem natáčení. Bylo mu 65 let.
Jeho křestní jméno Slavomil bývá někdy zaměňováno za Slavomír.

## Dílo
- KALINA, Kamil et al. Křesťanství a psychologie. 1. vyd. Praha: Křesťanská akademie, 1992. 56 s. Sborníky Křesťanské akademie Praha; 6. ISBN 80-900615-7-5. jazyk = cs.